# Ne t'éloigne pas (série télévisée)
Ne t'éloigne pas (Stay Close) est une mini-série policière britannique en huit épisodes épisodes d'environ 47 minutes créée par Daniel O'Hara, produite par Red Production Company et mise en ligne le 31 décembre 2021 sur Netflix.
Il s'agit d'une adaptation du roman Ne t'éloigne pas de l'auteur américain Harlan Coben, publié en 2012 aux États-Unis, où l'intrigue originale a été déplacée de la banlieue américaine vers une ville côtière anglaise.

## Synopsis
Megan Pierce est une femme bientôt mariée, qui travaille tout en élevant, avec son fiancé, ses trois enfants dans la banlieue de Livingston.
Ray Levine était un photographe prometteur mais aujourd'hui, il a encore le cœur brisé depuis la disparition de Cassie, son grand amour. Il est coincé dans un job alimentaire et vit de fausses paparazzades pour des jeunes gens aspirant à la célébrité.
Michael Broome, lui, est un détective incapable de laisser derrière lui une affaire non résolue de disparition datant de dix-sept ans.
Un mari et père local, Stewart Green, a disparu sans laisser de trace. Lorsqu'un autre homme disparaît le jour du dix-septième anniversaire de la disparition de Stewart, Michael Broome prend l'affaire dans l'espoir d'exorciser ses démons.

## Distribution
Sauf indication contraire, les informations mentionnées dans cette section peuvent être confirmées par les bases de données cinématographiques IMDb et Allociné,  présentes dans la section « Liens externes ».
- Cush Jumbo (VF : Anne Mathot) : Megan / Cassie
- James Nesbitt (VF : Marc Saez) : Michael Broome
- Richard Armitage (VF : Xavier Fagnon) : Ray Levine
- Eddie Izzard (VF : Pierre-François Pistorio) : Harry Sutton
- Jo Joyner (VF : Flora Kaprielian) : Erin Cartwright
- Youssef Kerkour (en) (VF : Sam Salhi) : Fester
- Sarah Parish (VF : Ivana Coppola) : Lorraine
- Daniel Francis (en) (VF : Frantz Confiac) : Dave Shaw
- Dylan Francis : Jordan Shaw
- Andi Osho : Simona
- Bethany Antonia (VF : Justine Berger) : Kayleigh Shaw
- Rachel Andrews (VF : Alice Orsat) : Bea
- Poppy Gilbert (en) (VF : Émilie Marié) : Barbie
- Hyoie O'Grady (VF : Antoine Levannier) : Ken
- Phillip Gascoyne : Inspecteur en chef Gary Blakefield

 Source et légende : version française (VF) sur RS Doublage

## Production

### Tournage
Le tournage a commencé le 18 février 2021 et s'est terminé le 30 juillet.

## Épisodes
Les épisodes, sans titres, sont numérotés de un à huit.